# ヘチマゴケ
ヘチマゴケ（Pohlia nutans）は、蘚類に分類されるコケ植物。世界中で普通に見られる汎存種である。

## 分布
日本を含む世界中に分布。乾燥地または湿った土壌のどちらでも生育でき、酸性の草地や沼地、岩上、砂上などさまざまなところに生育している。やや光沢のある緑色から黄緑色の群落を形成する。

## 形態

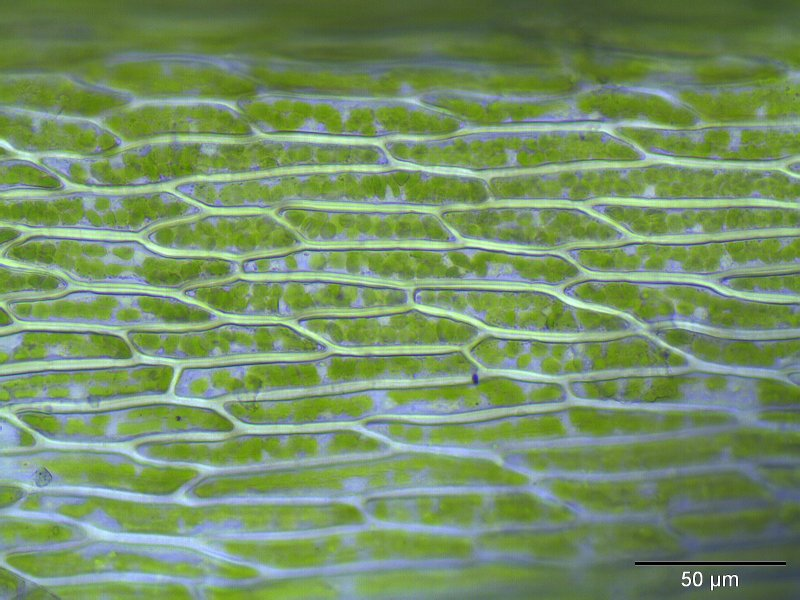
葉身細胞

茎は長さ1-2cm。葉は卵状披針形で、先が線形になる。葉の長さは2.5-4.5mm。
雌雄同株。蒴は2-3cmの柄の先につき、卵形または長卵形。蒴の長さは約3mm。

## 類似種
同属のケヘチマゴケやツヤヘチマゴケに類似する。ケヘチマゴケは雌雄異株であることなどで区別でき、ツヤヘチマゴケは葉細胞の形態等によって区別される。